# Loraine
Loraine es una villa situada en el condado de Adams, Illinois, Estados Unidos. Tiene una población estimada, a mediados de 2022, de 298 habitantes.

## Geografía
La localidad está ubicada en las coordenadas 40°09′09″N 91°13′17″O / 40.15250, -91.22139 (40.152571, -91.221509). Según la Oficina del Censo, tiene una superficie de 2.19 km², correspondientes en su totalidad a tierra firme.

## Demografía
Según el censo de 2020, en ese momento había 300 personas residiendo en la localidad. La densidad de población era de 136.99 hab./km². El 92.67% de los habitantes eran blancos, el 0.33% era afroamericano, el 0.33% era asiático, el 0.33% era de otra raza y el 6.33% eran de una mezcla de razas. Del total de la población, el 1.67% eran hispanos o latinos de cualquier raza.